# Principat de Pal
Pal fou un estat tributari protegit del prant de Halar a l'agència de Kathiawar, Presidència de Bombai, amb una superfície de 54 km² format per cinc pobles amb un únic propietari. Els ingressos s'estimaven en mil lliures i el tribut era de 125 pel Gaikwar de Baroda i quasi 40 pel nawab de Junagarh. Estava a uns 11 km al sud-oest de Rajkot. La població era de 1.214 habitants el 1901 (1315 el 1921). La capital era Pal amb 587 habitants. El thakur era un jadeja rajput de la nissaga de Rajkot; era un estat de cinquena classe dins dels del Kathiawar.
Harbhamji, quart fill de Thakur Sahib Mehramanji II de Rajkot, va rebre un fei 5 pobles incloent Pal a la vora del riu Nyari.

## Llista de thakurs
- 1. Thakur Saheb HARBHAMJI MEHRAMANJI
- 2. Thakur Saheb SABBAJI HARBHAMJI (fill)
- 3. Thakur Saheb DEVAJI SABBAJI (fill)
- 4. Thakur Saheb DOSAJI DEVAJI (fill)
- 5. Thakur Saheb HARBHAMJI DOSAJI (fill)
- 6. Thakur Saheb RATANSINHJI HARBHAMJI (fill) ?-1892
- 7. Thakur Saheb LADHUBHA RATANSINHJI 1892-?
- 8. Thakur Saheb JASUBHA RATANSINHJI (germà)
- 9. Thakur Saheb HARISHCHANDRASINHJI JASUBHA